# Noah Vonleh
Noah Vonleh (Haverhill, 24 agosto 1995) è un cestista statunitense, professionista nella NBA.

## Carriera alla high school
A livello di scuola superiore frequenta l'Haverhill High School a Haverhill (Massachusetts) prima di trasferirsi nel 2011 alla New Hampton School. Nella stagione 2011-12 la sua media è di 16 punti e 9 rimbalzi per partita. Nella stagione 2012-13 la sua media sale a 17 punti e 12 assist per partita, andando a partecipare al McDonald's All-American. Il 21 novembre 2012 firma un contratto per entrare a giocare nell'NCAA con Indiana Hoosiers, declinando i contratti di Kansas, North Carolina, UCLA e Ohio State.

## Carriera

### NBA (2014-)

#### Charlotte Hornets (2014-2015)
Dopo aver giocato per una sola stagione in NCAA con gli Indiana Hoosiers (chiusa con una media di oltre 11 punti e 9 rimbalzi a partita) viene scelto alla 9ª chiamata del Draft NBA 2014 dagli Charlotte Hornets.
Il 29 dicembre 2014, a causa dello scarso utilizzo nella rotazione della squadra, il GM degli Hornets Rich Cho ha annunciato alla stampa che Vonleh sarebbe passato alla squadra di D-League Fort Wayne Mad Ants.
In totale ha giocato 25 partite con le cavallette venendo sempre impiegato dalla panchina, per 10,4 minuti di media a partita.

#### Portland Trail Blazers (2015-2018)
Il 24 giugno 2015 viene scambiato, insieme a Gerald Henderson, ai Portland Trail Blazers, che mandano agli Hornets Nicolas Batum.
A Portland trova maggiore spazio giocando spesso (seppur non sempre) da titolare nella formazione di Terry Stotts, giocando comunque un buon numero di partite (78 il primo anno, 74 il secondo e 33 il terzo). Con la franchigia dell'Oregon ha anche giocato nei playoffs per 2 volte, in cui la franchigia dell'Oregon è stata eliminata in entrambi i casi dai Golden State Warriors, la prima volta alle semifinali di conference, la seconda al primo turno.

#### Chicago Bulls (2018)
L'8 febbraio 2018 è stato ceduto ai Chicago Bulls in cambio dei diritti su Milovan Raković, per far sì che i Blazers risparmiassero sul salary cap.

#### New York Knicks (2018-2019)
Il 24 luglio 2018 firma (da free agent) con i New York Knicks.

#### Minnesota Timberwolves (2019-)
L'8 luglio 2019 firma con i Minnesota Timberwolves.

## Statistiche

### NCAA
| Anno      | Squadra          | PG | PT | MP   | TC%  | 3P%  | TL%  | RP  | AP  | PRP | SP  | PP   |
| --------- | ---------------- | -- | -- | ---- | ---- | ---- | ---- | --- | --- | --- | --- | ---- |
| 2013-2014 | Indiana Hoosiers | 30 | 29 | 26,5 | 52,3 | 48,5 | 71,6 | 9,0 | 0,6 | 0,9 | 1,4 | 11,3 |

#### Massimi in carriera
- Massimo di punti: 19 vs Pennsylvania State (11 gennaio 2014)[7]
- Massimo di rimbalzi: 15 vs Stony Brook (17 novembre 2013)
- Massimo di assist: 2 (4 volte)
- Massimo di palle rubate: 4 vs North Florida (7 dicembre 2013)
- Massimo di stoppate: 4 (3 volte)
- Massimo di minuti giocati: 35 (2 volte)

### NBA

#### Regular season
| Anno      | Squadra             | PG  | PT  | MP   | TC%  | 3P%  | TL%  | RP  | AP  | PRP | SP  | PP  |
| --------- | ------------------- | --- | --- | ---- | ---- | ---- | ---- | --- | --- | --- | --- | --- |
| 2014-2015 | Charlotte Hornets   | 25  | 0   | 10,3 | 39,5 | 38,5 | 69,2 | 3,4 | 0,2 | 0,2 | 0,4 | 3,3 |
| 2015-2016 | Portland T. Blazers | 78  | 56  | 15,0 | 42,1 | 23,9 | 74,5 | 3,9 | 0,4 | 0,3 | 0,3 | 3,6 |
| 2016-2017 | Portland T. Blazers | 74  | 41  | 17,1 | 48,1 | 35,0 | 63,8 | 5,2 | 0,4 | 0,4 | 0,4 | 4,4 |
| 2017-2018 | Portland T. Blazers | 33  | 12  | 14,4 | 49,0 | 33,3 | 74,2 | 5,1 | 0,4 | 0,2 | 0,3 | 3,6 |
| 2017-2018 | Chicago Bulls       | 21  | 4   | 19,0 | 41,3 | 30,0 | 48,1 | 6,9 | 1,0 | 0,6 | 0,3 | 6,9 |
| 2018-2019 | N.Y. Knicks         | 68  | 57  | 25,3 | 47,0 | 33,6 | 71,2 | 7,8 | 1,9 | 0,7 | 0,8 | 8,4 |
| 2019-2020 | Minnesota T'wolves  | 29  | 1   | 12,0 | 54,7 | 14,3 | 82,1 | 4,0 | 0,9 | 0,4 | 0,2 | 4,1 |
| 2019-2020 | Denver Nuggets      | 7   | 0   | 4,3  | 83,3 | 100  | 50,0 | 1,1 | 0,3 | 0,0 | 0,0 | 1,9 |
| 2020-2021 | Brooklyn Nets       | 4   | 0   | 2,8  | 0,0  | 0,0  | -    | 0,3 | 0,3 | 0,0 | 0,0 | 0,0 |
| 2022-2023 | Boston Celtics      | 23  | 1   | 7,4  | 45,8 | 25,0 | 100  | 2,1 | 0,3 | 0,1 | 0,3 | 1,1 |
| Carriera  | Carriera            | 362 | 172 | 16,2 | 45,9 | 30,7 | 69,2 | 4,9 | 0,7 | 0,4 | 0,4 | 4,7 |

#### Play-off
| Anno     | Squadra             | PG | PT | MP   | TC%  | 3P% | TL%  | RP  | AP  | PRP | SP  | PP  |
| -------- | ------------------- | -- | -- | ---- | ---- | --- | ---- | --- | --- | --- | --- | --- |
| 2016     | Portland T. Blazers | 6  | 0  | 2,0  | 0,0  | -   | -    | 0,7 | 0,3 | 0,3 | 0,0 | 0,0 |
| 2017     | Portland T. Blazers | 4  | 2  | 25,0 | 44,4 | -   | 40,0 | 7,3 | 2,0 | 0,3 | 0,8 | 4,5 |
| 2020     | Denver Nuggets      | 1  | 0  | 3,0  | 0,0  | -   | -    | 0,0 | 0,0 | 0,0 | 0,0 | 0,0 |
| Carriera | Carriera            | 11 | 2  | 10,5 | 36,4 | -   | 40,0 | 3,0 | 0,9 | 0,3 | 0,3 | 1,6 |

#### Massimi in carriera
- Massimo di punti: 22 vs Brooklyn Nets (25 gennaio 2019)[8]
- Massimo di rimbalzi: 19 vs New Orleans Pelicans (12 aprile 2017)
- Massimo di assist: 9 vs Charlotte Hornets (9 dicembre 2018)
- Massimo di palle rubate: 4 (2 volte)
- Massimo di stoppate: 3 (7 volte)
- Massimo di minuti giocati: 42 vs Charlotte Hornets (14 dicembre 2018)

## Palmarès
- McDonald's All-American Game (2013)